# ويس كوفنغتون
ويس كوفنغتون (بالإنجليزية: Wes Covington)‏ هو لاعب كرة قاعدة أمريكي، ولد في 27 مارس 1932 في لورينبرغ في الولايات المتحدة، وتوفي في 4 يوليو 2011 في إدمونتون في كندا.

## وصلات خارجية
- ويس كوفنغتون على موقع دوري كرة القاعدة الرئيسي (الإنجليزية)
- ويس كوفنغتون على موقعبيزبول رفرنس.كوم (الدوري الرئيسي) (الإنجليزية)
- ويس كوفنغتون على موقعبيزبول رفرنس.كوم (الدوري الثانوي) (الإنجليزية)
- ويس كوفنغتون على موقع إي إس بي إن.كوم (أم.أل.بي) (الإنجليزية)
- ويس كوفنغتون على موقع مشجعي الرسوم البيانية (الإنجليزية)